# 平民 (龍族前傳)
〈平民〉（英語：Smallfolk）是美國HBO奇幻劇情电视剧《龍族前傳》第二季的第六集。該集由艾琳·沈（Eileen Shim）編劇，安德烈·帕雷克執導，並於2024年7月21日在HBO和Max首播。
該集獲得多數的正面評價，影評人稱讚其執導、編劇、角色發展、派迪·康斯丁回歸客串飾演韋賽里斯一世、君臨騷亂的場景以及演員的演出（尤其是伊旺·米切爾和艾瑪·達西）。

## 劇情

### 西境
傑森·蘭尼斯特公爵（傑佛遜·霍爾 飾）率領軍隊前往金牙城與封臣亨佛利·萊佛德伯爵（丹尼爾·法瑟斯 飾）會面，亨佛利期望傑森的西境聯軍會進軍赫倫堡。然而，傑森想要等待伊蒙德騎乘瓦格哈爾到來，因為他認為聯軍需要一條龍來對抗戴蒙的龍科拉克休。

### 君臨
伊蒙德·坦格利安王子（伊旺·米切爾 飾）拒絕傑森希望自己騎乘瓦格哈爾保護西境聯軍的請求，並計劃派泰蘭·蘭尼斯特爵士（傑佛遜·霍爾 飾）前往邀請三女兒同盟結盟，以終結瓦列利昂艦隊對喉道的封鎖。伊蒙德命令克里斯頓·科爾爵士（法比恩·法蘭科 飾）陪同海塔爾家族的部隊前往赫倫堡，更將亞莉森·海塔爾太后（奧利薇亞·庫克 飾）從御前會議中解職。伊蒙德識破並拒絕拉里斯·史壯伯爵（馬修·尼德姆 飾）希望成為國王之手的企圖，然後要他將奧托·海塔爾爵士傳召回紅堡。伊耿·坦格利安二世國王（湯姆·格林-卡尼 飾）醒來後，伊蒙德拜訪並詢問他對鴉棲堡之戰的記憶，伊耿二世聲稱自己不記得戰役期間發生什麼事了。在弟弟加爾溫·海塔爾爵士（弗雷迪·福克斯 飾）前往赫倫堡之前，亞莉森向他詢問自己在舊鎮長大的幼子戴倫的現況，加爾溫爵士回答說戴倫與兄弟們完全不同——他忠實、聰明，而且也很善良。
彌賽麗亞的間諜在城中散播謠言，稱平民在挨餓的時侯王室卻擁有充足的食物。拉里斯向伊蒙德通報情況，當伊蒙德無法理解為什麼平民們將其歸咎於自己而非導致封鎖發生的雷妮拉時，拉里斯解釋說他們期望王室會提供幫助。拉里斯拜訪伊耿二世並指他的傷勢永遠都無法完全康復；拉里斯說他學會利用自己的缺陷來發揮優勢，而伊耿二世也必須學會這麼做。拉里斯隨後警告伊耿二世會有生命危險，伊耿二世於是請求他的幫助。
彌賽麗亞用懸掛坦格利安旗幟的多艘小船海運食物往君臨；平民們公開讚揚雷妮拉仍關心他們，但隨即就互相爭奪有限的物資並爆發騷亂。當騷亂開始時，亞莉森和海倫娜·坦格利安王后（菲婭·薩班 飾）正在聖堂祈禱，她們在試圖回到馬車上時也受到暴民阻擾。儘管亞莉森命令御林鐵衛收劍入鞘，但仍有一名抓住她的男子被鐵衛斬斷右前臂而激發更大衝突；暴民乘亂殺死了伊耿二世任命為御林鐵衛的三名夥伴。

### 龍石島
雷妮拉·坦格利安女王（艾瑪·達西 飾）告知史蒂芬·達克林爵士他有坦格利安血統，並請求他嘗試馴服海煙（Seasmoke）；儘管知道這很危險，但史蒂芬爵士仍自願答應。在馴服過程中，海煙一開始似乎樂於接受，但隨即噴出龍焰吞噬史蒂芬爵士和一名守龍人，該名守龍人迅速割斷自己的喉嚨以避免遭受龍焰的折磨。雷妮拉因為巴蒂莫斯·賽提加伯爵（尼古拉斯·瓊斯 飾）批評自己而打了他一巴掌，警告人們已經忘記畏懼她了。

### 谷地
雷娜·坦格利安小姐（菲比·坎貝爾 飾）注意到該地區有龍的跡象，簡妮·艾林公爵夫人（阿曼達·科林 飾）稱是一條在谷地漫遊的野龍。簡妮隨後告訴雷娜，潘托斯的雷吉奧·哈拉蒂斯親王同意庇護她和雷妮拉的兩個年幼兒子。

### 赫倫堡
戴蒙·坦格利安親王（馬特·史密斯 飾）夢到哥哥韋賽里斯·坦格利安一世（派迪·康斯丁 飾）；他在醒來後對西蒙·史壯爵士（西蒙·羅素·比爾 飾）的忠誠產生了懷疑。戴蒙想要離開赫倫堡，但亞麗·河文（蓋兒·蘭金 飾）建議他什麼都不要做並等待，因為她預見到幾天後事情可能會出現變化。不久之後西蒙爵士宣布格羅佛·徒利公爵去世，而亞麗正是最後一個治療他的人；格羅佛死後他的奔流城公爵和三叉戟河統治者頭銜被孫子奧斯卡·徒利公爵（阿奇·巴恩斯（Archie Barnes） 飾）繼承。

### 潮頭島
船殼鎮的埃林（阿布巴卡爾·薩利姆 飾）在家中將原本的銀髮剃光，以免其引起人們對自己家族關係的懷疑。當船殼鎮的亞當（柯林頓·利伯蒂 飾）在海灘上工作時，海煙出現並盤旋在他頭頂上；海煙不斷追趕亞當，最後著陸並接近他。

### 龍石島（續）
雷妮拉提及戴蒙的悲哀，彌賽麗亞（水野索諾亞 飾）則向雷妮拉講述自己遭受性虐待的過去以及為什麼仍然忠於她，並說雷妮拉對自己很好；雷妮拉被彌賽麗亞的話語所感動，兩人熱情地接吻。當雷妮拉收到海煙有新馭者的消息後，她假設這名馭者是綠黨的人並騎上敘拉克斯去直面他。

## 製作

### 編劇
〈平民〉由艾琳·沈（Eileen Shim）編劇，是她繼〈潮汐之主〉之後為《龍族前傳》編劇的第二集。

### 拍攝
該集由安德烈·帕雷克執導，這是他首次為該劇執導。

### 演員

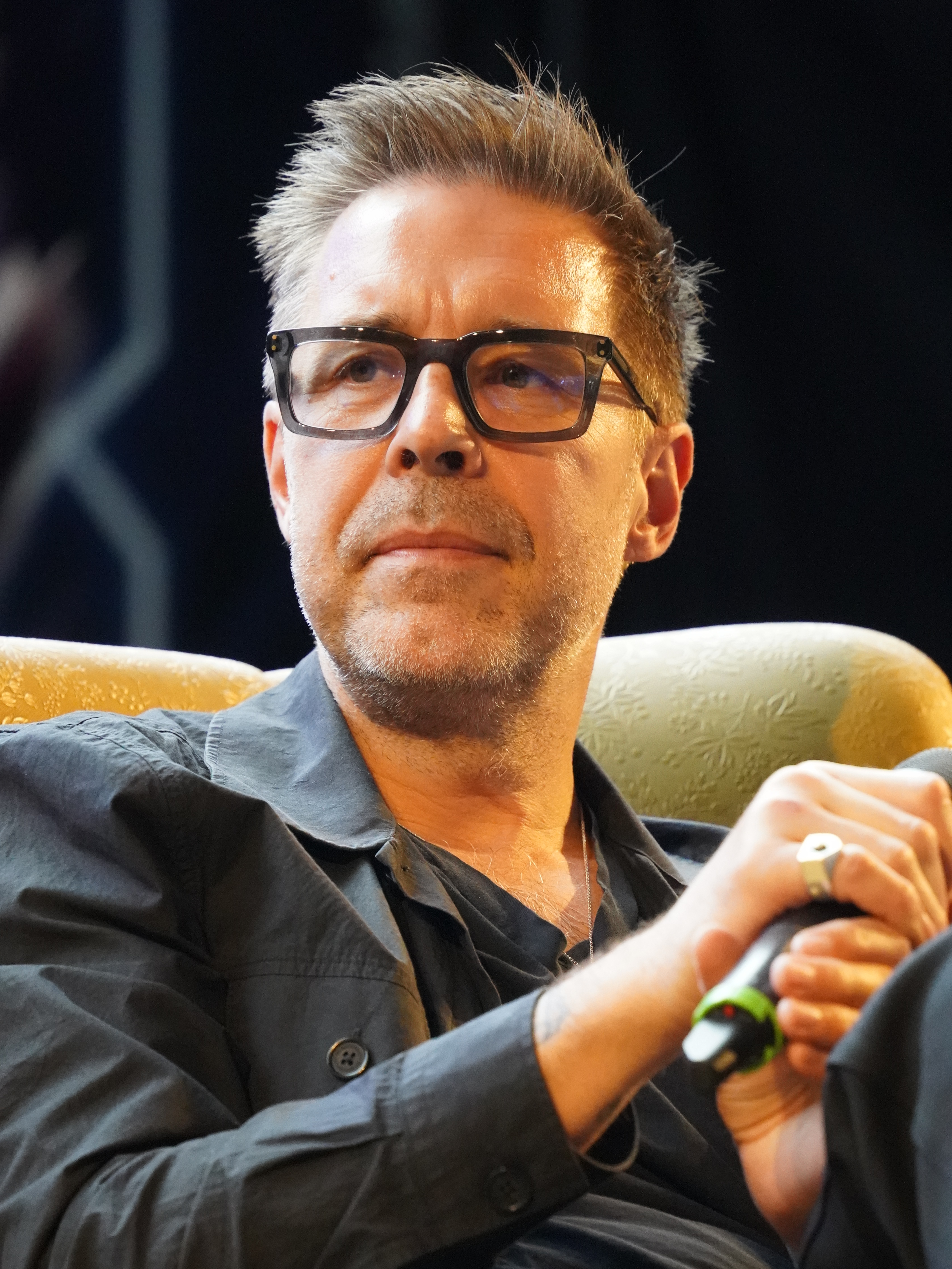
派迪·康斯丁在該集回歸客串飾演韋賽里斯·坦格利安一世國王。

派迪·康斯丁回歸客串飾演韋賽里斯·坦格利安一世國王（King Viserys I Targaryen）。

## 迴響

### 評價
該集獲得多數的正面評價。根据評論匯總网站爛番茄汇总的10篇评论文章，91%的评论家给予该作正面评价，平均打分为7.80分（满分10分）。
《Den of Geek》的亞歷克·博哈拉德（Alec Bojalad）給該集四顆星的評價（滿分五顆星）並評論道：“與《龍族前傳》本季的大多數劇集一樣，第六集有很多內容。雖然劇情往往很容易被新角色和常設角色的重覆行動所拖慢，但該集至少讓事情進展得相當快，亦持續提醒我們這些角色是誰，以及為什麼應該關心他們。”《TV Fanatic》的海莉·惠特米爾·懷特（Haley Whitmire White）也給該集四顆星的評價（滿分五顆星）並評論道：“總的來說，這是很棒的一集。該集沒有太多動作場面，但這是因為每個人都在製定策略並為血與火做好準備。”《Screen Rant》的詹姆斯·亨特（James Hunt）給該集三顆半星的評價（滿分五顆星）並指出：“該集延續鴉棲堡之戰的餘波，並以雖然不引人注目但紮實的一集逐漸走向結局。其已經回到同樣緩慢的季初節奏，但這並不是一件壞事。君臨、赫倫堡和龍石島上有一些引人入勝的鋪排和強有力的角色發展[...]，可是並非一切都有效。”《GamesRadar+》的費伊·沃森（Fay Watson）也給該集三顆半星的評價（滿分五顆星）並總結說：“最新一集仍有會議爭吵的慣例，但有趣的角色抉擇為該季鋪排了誘人的結尾。”
《IGN》的海倫·奧哈拉給該集9分（滿分10分）的評價，她寫道：“該集編寫得非常好，當中有一些精美的人際關係戲劇。雖然很高興看到派迪·康斯丁短暫回歸，但更好的是看到本季有劇本支持的演員們全速運轉。該集沒有那些值得給滿分的精彩時刻，但其仍是一部精心製作的電視作品。”《影音俱樂部》的凱莉·德雷（Kayleigh Dray）給該集評分為“A”並說：“總而言之，這又是《龍族前傳》優秀的一集。該集有很多對話密集的場景，亦有足夠的動作場面讓任何渴望腎上腺素飆升的人感到高興。”《福布斯》的埃里克·凱恩（Erik Kain）評論該集時寫道：“總而言之，這是該劇精彩而扣人心弦的又一集，即使沒有大規模的巨龍混戰或任何類型的戰鬥，其仍然令人著迷且引人入勝。”
影評人稱讚演員的演出，尤其是米切爾、達西、庫克、史密斯和蘭金。《Den of Geek》的博哈拉德在談到米切爾時表示他“整季都為伊蒙德帶來了出色的表現，但當伊蒙德擔任新職位後他尤其表現出色，尤其是他在該集與亞莉森對話時”，而《Collider》的卡莉·萊恩（Carly Lane）則表示“米切爾非常擅長讓人難懂”。關於達西，博哈拉德稱他的演出“非常出色”並稱讚他“巧妙而明顯地描繪雷妮拉浮出表面的不安”。
許多影評人認為海煙選擇亞當為自己的馭者、康斯丁飾演韋賽里斯一世在戴蒙的幻像中回歸、平民騷亂的場景、伊蒙德與亞莉森，拉里斯和伊耿二世的對話以及雷妮拉和彌賽麗亞接吻是該集的精彩關鍵部分。《Screen Rant》的亨特形容這個吻“出乎意料”但有效地為兩個角色增添了更多層次。《Collider》的萊恩和《IndieWire》的普羅瑪·科斯拉（Proma Khosla）讚揚達西和水野之間的化學反應，萊恩稱他們“一起會令人著迷地觀看”，然而她指出她們潛在的浪漫關係缺乏鋪排是一個缺陷。
影評人稱讚該集的其他方面包括帕雷克的執導以及雷妮拉的角色發展。然而，該集在谷地的故事情節以及雷娜缺乏故事發展方面受到了批評。

## 外部連結
- 互联网电影数据库上平民的资料（英文）

- 《平民》（页面存档备份，存于）在HBO
- 爛番茄上《平民》的資料（英文）